# Jesi
Jesi é uma comuna italiana da região das Marcas, província de Ancona, com cerca de 39 213 habitantes. Estende-se por uma área de 107 km², tendo uma densidade populacional de 366 hab/km². Faz fronteira com Agugliano, Camerata Picena, Castelbellino, Chiaravalle, Cingoli (MC), Filottrano, Maiolati Spontini, Monsano, Monte Roberto, Monte San Vito, Polverigi, San Marcello, San Paolo di Jesi, Santa Maria Nuova, Staffolo.

## Demografia
| Variação demográfica do município entre 1861 e 2011                               |
|                                                                                   |
| Fonte: Istituto Nazionale di Statistica (ISTAT) - Elaboração gráfica da Wikipedia |